# 타바 (도구)

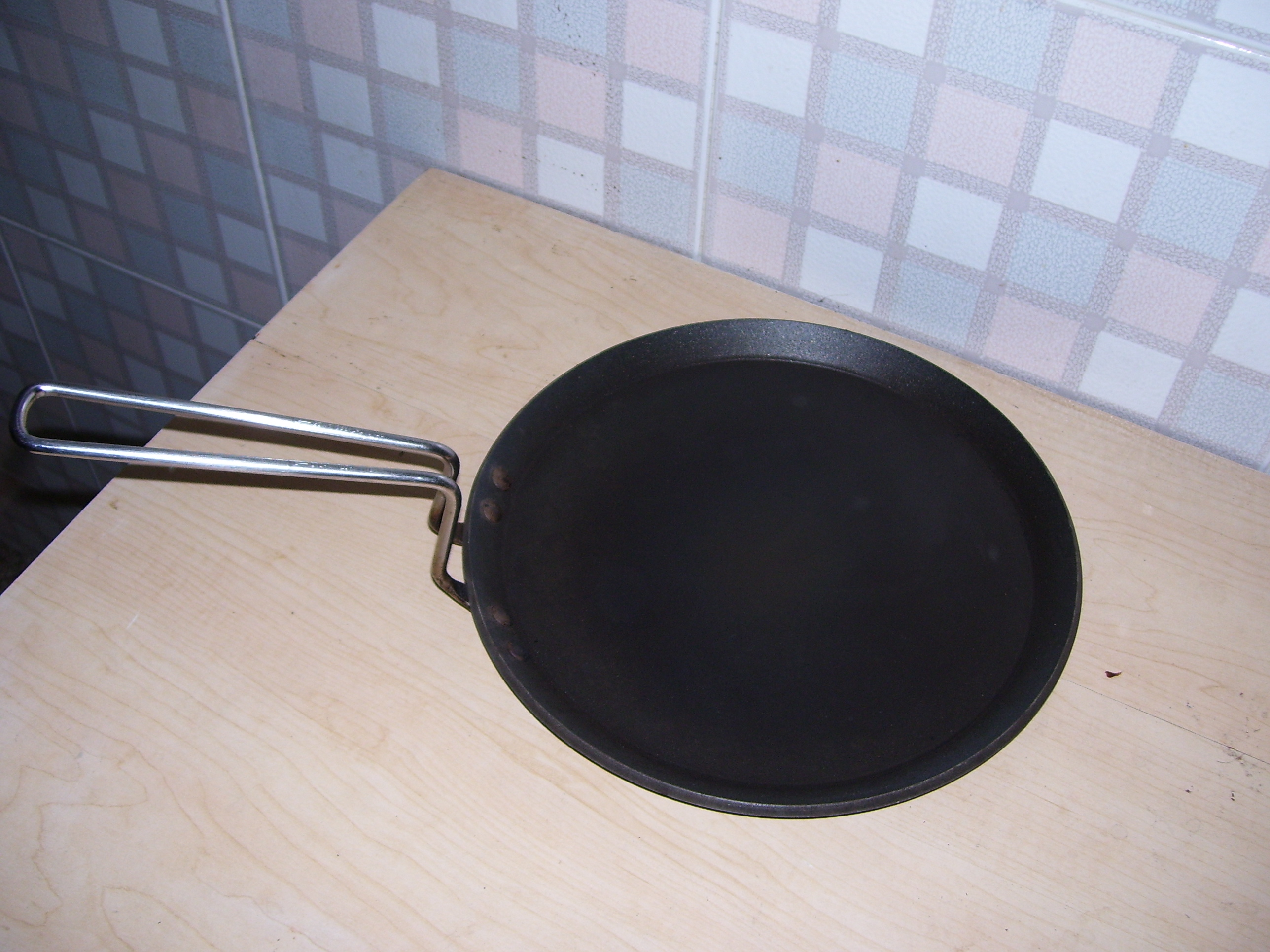
타바

타바(힌디어: तवा) 또는 사지(튀르키예어: sac)는 중앙아시아, 남아시아, 서남아시아 및 캅카스에 이르는 지역에서 쓰는 프라이팬이나 번철과 비슷한 조리 도구이다. 탄소강, 알루미늄, 주철 등으로 만들어, 납작빵 등을 굽거나 음식을 지지는 데 사용한다.

## 이름
인도아리아어권 등에서는 주로 "타바(tava)"라 불린다. 어원은 페르시아어 "타베(تاوه)"이다. 터키, 캅카스 및 발칸반도 지역에서 "타바"는 프라이팬을 뜻한다.
- 걸프 아랍어: 타와(تاوة)
- 마라티어: 타바(तवा)
- 말라얄람어: 타바(തവ)
- 우르두어: 타바(توا)
- 페르시아어: 타베(تاوه)
- 히자즈 아랍어: 타와(طاوة)
- 힌디어: 타바(तवा)

아랍어 등의 "사즈(saj)"는 오스만어 "사지(ساج)"를 어원으로 둔다. 발칸반도 지역에서는 "사치(sač)"가 뚜껑이 달린 얕은 냄비를 뜻한다.
- 아랍어: 사즈(صاج)
- 아제르바이잔어: 사지(sac)
- 튀르키예어: 사지(sac)

## 사진

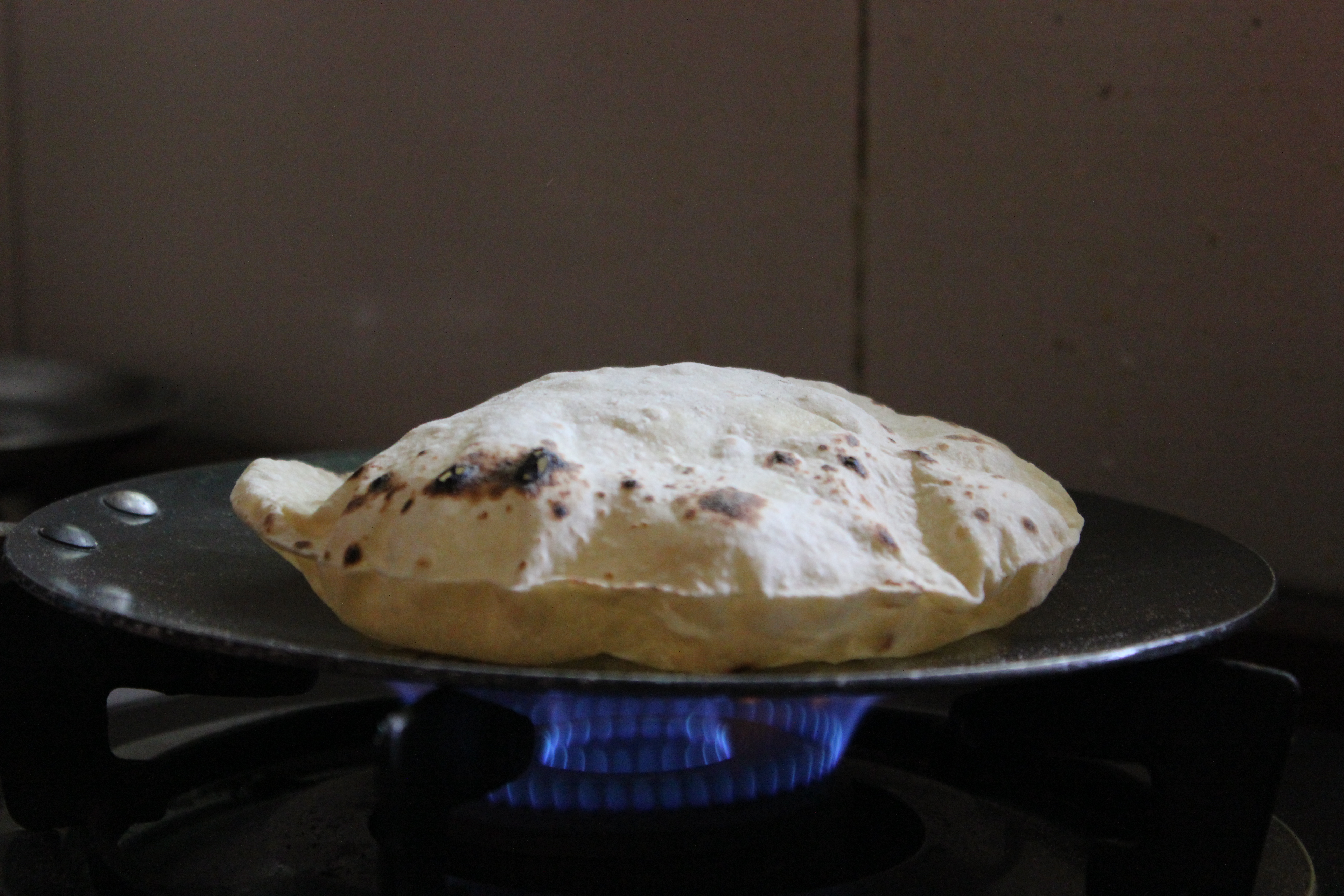
타바 위의 로티
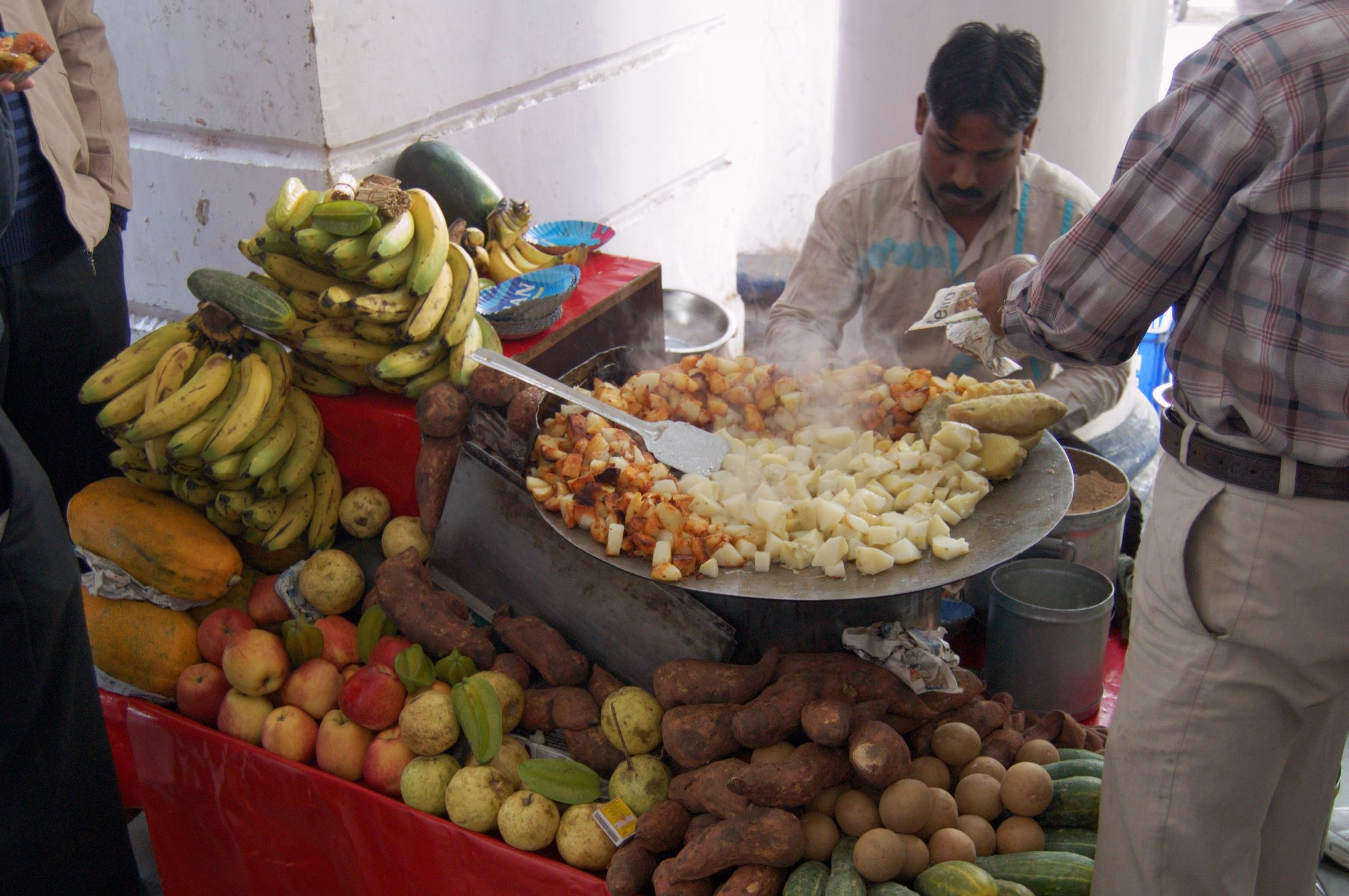
타바 위의 알루 차트
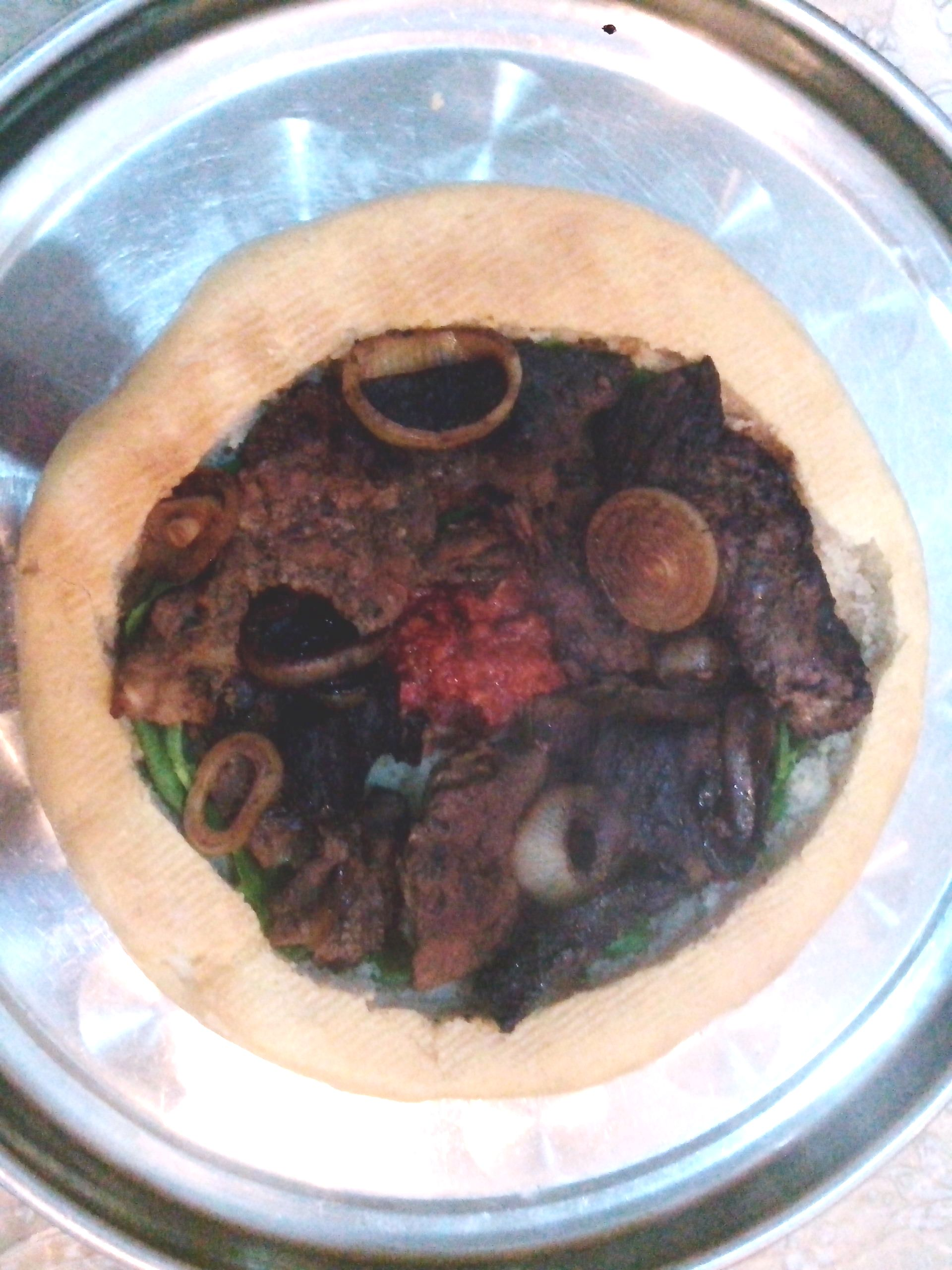
타바 케밥

## 같이 보기
- 구이판
- 코말
- 크레프 팬
- 프라이팬
- 번철